# 如什其墓地
如什其墓地，位于中国青海省尖扎县加让乡如是其村，为第四批青海省文物保护单位，公布日期为1986年5月27日，类型为古墓葬。
如什其墓地的历史年代为齐家文化、卡约文化。